# Colossendeis
Genre
Synonymes
- Anomorhynchus Miers, 1881[1]

Colossendeis est un genre de pycnogonides de la famille des Colossendeidae.

## Systématique
Le genre Colossendeis a été créé en 1870 par le naturaliste russe Fedor Faddeevitch Jarzynsky (d) (1839-1908).

## Liste d'espèces
Selon World Register of Marine Species (13 juillet 2020) :
- Colossendeis acuta Stiboy-Risch, 1993
- Colossendeis adelpha Child, 1998
- Colossendeis angusta Sars, 1877
- Colossendeis aperta Turpaeva, 2005
- Colossendeis arcanus Turpaeva, 2008
- Colossendeis arcuata A. Milne-Edwards, 1885
- Colossendeis australis Hodgson, 1907
- Colossendeis avidus Pushkin, 1970
- Colossendeis belekurovi Pushkin, 1993
- Colossendeis bicincta Schimkewitsch, 1893
- Colossendeis bouvetensis Dietz, Pieper, Seefeldt & Leese, 2015
- Colossendeis brevirostris Child, 1995
- Colossendeis bruuni Fage, 1956
- Colossendeis clavata Meinert, 1899
- Colossendeis colossea Wilson, 1881
- Colossendeis concedis Child, 1995
- Colossendeis cucurbita Cole, 1909
- Colossendeis curtirostris Stock, 1963
- Colossendeis dalli Child, 1995
- Colossendeis drakei Calman, 1915
- Colossendeis elephantis Child, 1995
- Colossendeis enigmatica Turpaeva, 1974
- Colossendeis ensifer Child, 1995
- Colossendeis fijigrypos Bamber, 2004
- Colossendeis fragilis Pushkin, 1993
- Colossendeis gardineri Carpenter, 1907
- Colossendeis geoffroyi Mane-Garzon, 1944
- Colossendeis glacialis Hodgson, 1907
- Colossendeis gracilis Hoek, 1881
- Colossendeis grassus Pushkin, 1993
- Colossendeis hoeki Gordon, 1944
- Colossendeis insolitus Pushkin, 1993
- Colossendeis korotkevitschi Pushkin, 1984
- Colossendeis kurtchatovi Turpaeva, 1993
- Colossendeis leniensis Pushkin, 1993
- Colossendeis leptorhynchus Hoek, 1881
- Colossendeis longirostris Gordon, 1938
- Colossendeis losinskii Turpaeva, 2002
- Colossendeis macerrima Wilson, 1881
- Colossendeis media Hoek, 1881
- Colossendeis megalonyx Hoek, 1881
- Colossendeis melancholicus Stock, 1975
- Colossendeis mica Pushkin, 1970
- Colossendeis microsetosa Hilton, 1943
- Colossendeis minor Schimkewitsch, 1893
- Colossendeis minuta Hoek, 1881
- Colossendeis mycterismos Bamber, 2004
- Colossendeis nasuta Hedgpeth, 1949
- Colossendeis notialis Child, 1995
- Colossendeis oculifera Stock, 1963
- Colossendeis peloria Child, 1994
- Colossendeis perforata Turpaeva, 1993
- Colossendeis pipetta Stock, 1991
- Colossendeis potentis Turpaeva, 2008
- Colossendeis proboscidea (Sabine, 1824)
- Colossendeis pseudochelata Pushkin, 1993
- Colossendeis robusta Hoek, 1881
- Colossendeis rostrata Turpaeva, 1994
- Colossendeis scoresbii Gordon, 1932
- Colossendeis scotti Calman, 1915
- Colossendeis sinuosa Stock, 1997
- Colossendeis spicula Child, 1994
- Colossendeis stramenti Fry & Hedgpeth, 1969
- Colossendeis subminuta Schimkewitsch, 1893
- Colossendeis tasmanica Staples, 2007
- Colossendeis tenera Hilton, 1943
- Colossendeis tenuipedis Pushkin, 1993
- Colossendeis tethya Turpaeva, 1974
- Colossendeis tortipalpis Gordon, 1932
- Colossendeis vityazi Turpaeva, 1973
- Colossendeis weddellensis Turpaeva, 2008
- Colossendeis wilsoni Calman, 1915